# Faustino Di Bauda
Faustino Di Bauda est un acteur canadien.

## Biographie
Faustino Di Bauda est surtout connu pour avoir tenu le rôle de Walter / Dormeur dans la série Once Upon a Time.

## Filmographie

### Cinéma
- 2010 : Skip (court-métrage) : Herbert
- 2011 : Saboteur (court-métrage) : Principal Martinez
- 2014 : Le Septième fils de Sergueï Bodrov : Innkeeper
- 2015 : Monster Trucks

### Télévision
- 2011-2018 : Once Upon a Time (série télévisée) : Walter / Dormeur
- 2012 : The Killing (série télévisée) : Morgue Clerk
- 2012 : Supernatural (série télévisée) : Jumper
- 2012 : Fringe (série télévisée) : Cab Driver